# Cantabrisch voetbalelftal (mannen)
Het Cantabrisch voetbalelftal is een team van voetballers dat de Spaanse regio Cantabrië vertegenwoordigt bij internationale wedstrijden. Cantabrië is geen lid van de FIFA en de UEFA en is dus uitgesloten voor deelname aan het WK en het EK.

## Recente uitslagen
| Jaar        | Stad      | Tegenstander | Uitslag |
| ----------- | --------- | ------------ | ------- |
| Dec 23 2000 | Santander | Estland      | 0-1     |
| Dec 22 1998 | Santander | Letland      | 3-0     |
| Apr 21 1924 | Saragossa | Aragón       | 2-1     |
| Apr 20 1924 | Saragossa | Aragón       | 2-0     |
| Mrt 9 1924  | Santander | Aragón       | 3-0     |
| Mei 10 1917 | Barcelona | Catalonië    | 1-0     |
| 191?        | ?         | Baskenland   | ?-?     |
| 191?        | ?         | Baskenland   | ?-?     |

## Bekende (oud-)spelers
| - Pedro Munitis - Iván de la Peña - Iván Helguera - José Emilio Amavisca - Vicente Engonga - Gonzalo Colsa |  | - Álvaro Cervera - Luis Fernández - Jose María Ceballos - Angel de Juana, Geli - Paco Liaño |